# Rhiannon Giddens
Rhiannon Giddens est une musicienne américaine originaire de Caroline du nord aux États-Unis. Elle chante du folk et du blues,. Elle est lauréate en 2023 du Prix Pulitzer de musique.

## Carrière
Rhiannon Giddens a chanté, joué du banjo et du violon au sein du groupe Carolina Chocolate Drops (en) de 2006 à 2012 avant d'enregistrer des albums en solo. Sa carrière a pris un tournant en 2013 après une apparition remarquée à un concert pour le film Inside Llewyn Davis. 
Elle a obtenu deux Grammy award, l'un en 2010 avec les Carolina Chocolate Drops pour Genuine Negro Jig, et un autre en 2022 pour son album solo They're Calling Me Home, tous deux dans la catégorie « meilleur album folk ».
En 2017 et 2018, Rhiannon Giddens a tenu un rôle et interprété les chansons dans la cinquième et sixième saison de la série Nashville.
Elle participe également à la bande originale du jeu Red Dead Redemption 2 sorti en 2018 avec Daniel Lanois. Le jeu remporte le prix de la meilleure musique aux Game Awards 2018.
Rhiannon Giddens a collaboré avec Beyoncé sur le morceau Texas Hold’Em, premier single de l'album Cowboy Carter.
Pour son opéra Omar, inspiré de l'histoire d'Omar ibn Saïd, composé avec Michael Abels, elle reçoit en 2023 le Prix Pulitzer de musique.

## Discographie

### Albums studio
- 2015 : Tomorrow is my Turn
- 2017 : Freedom Highway
- 2019 : There is no Other (en duo avec Francesco Turrisi)
- 2021 : They're Calling Me Home (en duo avec Francesco Turrisi)
- 2023 : You're the One

### Albums live
- 2016 : Live at Jazzfest 2016
- 2017 : Live at Jazzfest 2017